# Myrsine microphylla
Myrsine microphylla är en viveväxtart som först beskrevs av Nathaniel Lord Britton och Wilson, och fick sitt nu gällande namn av Brother Alain. Myrsine microphylla ingår i släktet Myrsine och familjen viveväxter. Inga underarter finns listade i Catalogue of Life.